# Polycyrtus gauldi
Polycyrtus gauldi är en stekelart som beskrevs av Zuniga 2004. Polycyrtus gauldi ingår i släktet Polycyrtus och familjen brokparasitsteklar. Inga underarter finns listade i Catalogue of Life.